# Alfred Turner
Pour les articles homonymes, voir Turner.
Alfred Turner (né le 28 mai 1874 à Londres et mort le 18 mars 1940 à Londres) est un sculpteur anglais qui réalisa de nombreuses statues, bas-reliefs et mémoriaux de guerre.

## Biographie
Alfred Turner est né le 28 mai, il était le fils du sculpteur CE Halsey-Turner. Il étudia d'abord la sculpture à la South School London, où William Argent Frith était alors le maître du modelage. Il étudia ensuite au Royal Academy Schools pendant trois ans à partir de 1895.  En 1897, une Médaille d'or et une bourse d'une valeur de 200 livres récompensèrent son travail. Il partit ensuite sur le continent et travailla comme assistant dans l'atelier de Harry Bates.
En 1899, il épousa Charlotte Ann Gavin et ils eurent deux filles. Sa fille, Winifred, devint une sculptrice renommée.
Alfred Turner enseigna la sculpture à la London Council County (LCC) École des Arts et Métiers (aujourd'hui St Martins School of Art Central) à Southampton Row, Holborn en 1907. 
Il exposa à la Royal Academy de 1898 à 1937. Il en est devenu membre associé en 1922 puis membre titulaire en 1931. Il fut l'un des premiers membres de la Société royale des sculpteurs britanniques de 1923 à 1940.
En 1988, le Musée Ashmolean à Oxford organisa une rétrospective des œuvres d'Alfred Turner et sa fille Winifred.  
Il mourut à Londres le 18 mars 1940.

## Œuvres principales
- Fisher fille, statue de marbre (1901)
- Pêcheur, 1902
- La reine Victoria, trois statues de bronze (1905)
- Owain Glyndŵr, Hôtel de ville de Cardiff (1916)
- Psyché, Tate Britain  Londres, (1918-1919)
- ER Mobbs Memorial, Northampton (1921)
- Fulham War Memorial, Londres, (1921)
- Kingsthorpe War Memorial , Kingsthorpe, Northampton (1923)
- Radyr War Memorial, Radyr South Glamorgan,
- Victoria College War Memorial (1924)
- Castor et Pollux, Mémorial national sud-africain du Bois Delville, Longueval (1926)
- Winchester Cloisters War Memorial, Winchester
- Rêves de jeunesse, Royal Academy, Londres (1932)
- Mémorial de John Constable dans la crypte de la cathédrale Saint-Paul de Londres (1936)
- Edward VII, Faisalabad Pakistan
- The Hand, Tate Britain  Londres, (1936)
- Mère et enfant, Victoria & Albert Museum Londres (1936)